# 李光弼
李光弼（708年—764年），中国唐代营州柳城（今辽宁朝阳）人，契丹族人，唐朝著名将领。

## 生平

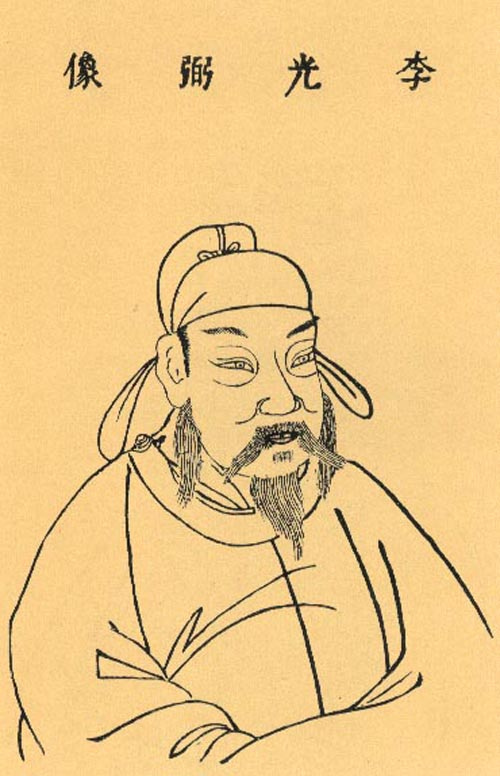
《三才圖會》李光弼像

李光弼之父李楷洛，原是契丹酋長。其母是李楷固女。武則天時，內附唐朝，玄宗开元初年，官至左羽林将军同正、朔方节度副使，封蓟国公，以骁勇闻名。李光弼幼时守节气，善于骑射，能读班固《汉书》。“严毅有大略”，起家左卫郎（左卫亲府左郎将）。
天宝初年，官至左清道率兼安北都护府、朔方都虞候。五年（747年）官至河西节度王忠嗣的兵马使，充任赤水军使。王忠嗣厚待李光弼，常说：“光弼必居我位。”边塞上称为名将。八年（750年）任河西节度副使，封蓟郡公。十一年（753年）拜单于副都护。以破吐蕃、吐谷浑功，进雲麾将军，累迁朔方节度副使。天宝十四年（755年）安史之乱，出任河东节度副使，兼云中太守，加魏郡太守、河北采访使。天寶十五載（756年），朔方节度使郭子儀上表推薦李光弼擔任河东节度使，出井陘（河北井陘），與史思明於常山（河北正定）相持四十餘日，四月，郭子儀兵至常山，聯手大破史思明。天宝十五载（756年）五月，郭子仪与李光弼會師於嘉山（今河北曲阳东）大败史思明。进围博陵（今河北定县），军威大振，河北十余郡皆归唐。
至德二年（757年），史思明、蔡希德以10万进攻北都太原（今太原西南），史称太原之戰。北都留守李光弼所部不满万人，加固城垒'使用各種器械,戰術'屢敗史思明。史思明久攻不破。史思明北返，李光弼乘隙出击，大败蔡希德，歼敵七萬人。
乾元元年（758年），李光弼代郭子儀為朔方节度使。乾元二年（759）七月，任天下兵马副元帅，率军进击安庆绪，史思明军突然渡河，陷汴州（今开封），逼洛阳，李光弼以兵弱被史思明击败，退守河阳（今河南孟州西）。

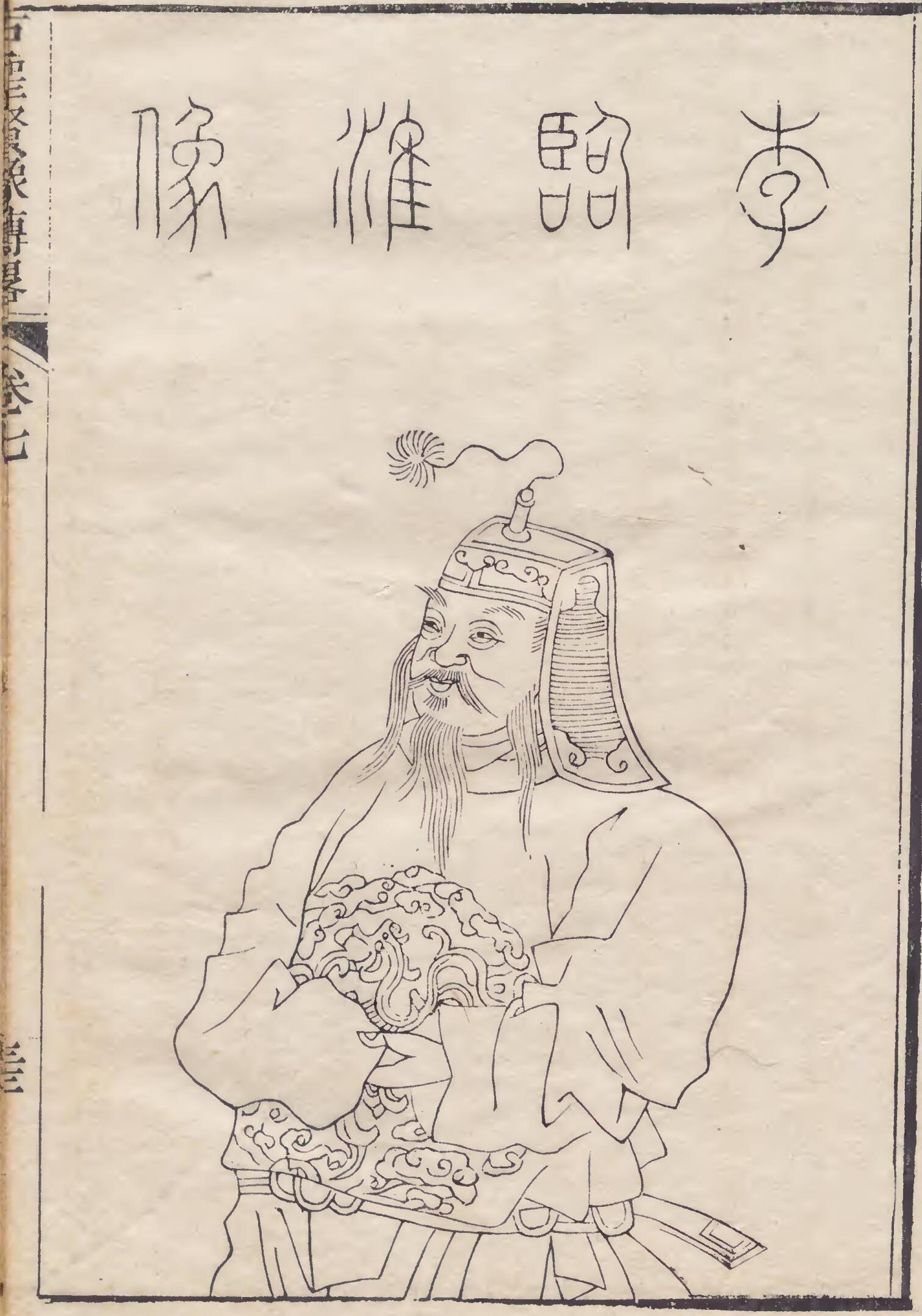
《古聖賢像傳略》李光弼像

上元元年（760年），封太尉、中書令。上元二年（761年），魚朝恩與大将僕固懷恩奏称叛军不难扫除，皇帝下詔光弼攻洛陽，李光弼被迫進軍，戰於北邙（今河南洛陽北），倉皇之間，唐軍兵败邙山（今洛阳北），河阳、怀州均陷，光弼退守聞喜（今山西闻喜东北）。肃宗不加罪，命其以太尉充河南副元帅，镇守临淮（今安徽盱眙北）。史思明被其子史朝义所杀。史朝义以精骑围宋州（今河南商丘南）。光弼移镇徐州（今属江苏）。
宝应元年（762年），封临淮郡王，鎮壓浙东袁晁起义。
宦官程元振、魚朝恩等素與李光弼不睦，光弼晚年為宦官所讒。朝廷多次征召，光弼皆遷延不至，諸將因此不听指揮。
广德二年（764年），病故于徐州，年五十七歲。赠司空，諡武穆。李光弼墓，在富平县觅子乡别家村西北约1公里处。

## 子孙

### 弟
- 李光进

### 子
- 李義忠，太僕卿
- 李象，太僕卿
- 李彙，宿州刺史

### 孙
- 李黯，景州刺史

## 延伸阅读
[在维基数据编辑]
 在维基文库阅读此作者作品（ 在维基共享资源阅览影像）
 《舊唐書·卷110》，出自刘昫《舊唐書》
 《新唐書/卷136》，出自《新唐書》